# Samsung Galaxy Z Flip4
Das Samsung Galaxy Z Flip4 ist ein faltbares Smartphone des südkoreanischen Herstellers Samsung Electronics. Das Foldable wurde beim Samsung Unpacked Event in London am 10. August 2022 vorgestellt.

## Design
Das Galaxy Z Flip4 besteht wie auch die Vorgänger aus zwei Teilen, die durch ein Scharnier miteinander verbunden sind. Generell ist das Design des Galaxy Z Flip4 sehr ähnlich zum Galaxy Z Flip3, anders als bei diesem ist die Rückseite jetzt wieder matt. An der Oberseite der Rückseite sind das Außendisplay und die beiden Kameralinsen in einem schwarzen Glaselement eingefasst. Auch wie schon das Galaxy S22 und S22+ ist das auch das Galaxy Z Flip4 kantiger gestaltet. Der Rahmen ist nicht um die Seiten nicht abgerundet, die Rückseite und das Display sind flach verbaut. Die Rückseite besteht aus Corning Gorilla Glass Victus+, der Rahmen ist aus Aluminium gefertigt. Auf der Vorderseite des Foldables befindet sich dann das Innendisplay. Eine Besonderheit ist, dass bei der Bespoke Edition zwischen 75 Farbvariationen gewählt werden kann.

## Technische Daten

### Kamera und Display
Auf der Rückseite des Galaxy Z Flip4 befinden sich die beiden Objektive der Haupt- und der Ultraweitwinkelkamera, auf eine Telekamera wird verzichtet. Samsung verbaut eine 12-Megapixel-Hauptkamera mit einer f/1.8-Blende und eine 12-Megapixel-Ultraweitwinkelkamera mit einer f/2.2-Blende mit einem Aufnahmewinkel von bis zu 123°. Die Frontkamera verfügt über einen 10-Megapixel-Sensor. Das Foldable verfügt über ein 6,7 Zoll großes AMOLED-Display mit einer Auflösung von 1080 × 2640 Pixeln und einer adaptiven Bildwiederholrate von 1–120 Hertz. Das 1,9 Zoll große AMOLED-Display löst mit 260 × 512 Pixeln auf, hat eine Bildwiederholrate von 60 Hertz und dient vor allem als Zeitanzeige, Nachrichtenleiste oder Kameravorschau.

### Leistung, Akku und Aufladen
Als Prozessor kommt wie auch beim Galaxy Z Fold4 der Flaggschiffprozessor Qualcomm Snapdragon 8+ Gen 1 zum Einsatz. Das Galaxy Z Flip4 verfügt über 8 GB Arbeitsspeicher und 128, 256 oder 512 GB Internen Speicher. Der Akku des Foldables hat eine Kapazität von 3.700 mAh. Aufgeladen wird dieser mit 25 Watt, Kabelloses laden ist mit 10 Watt möglich.

### Software, Sonstiges und Kritik
Das Galaxy Z Flip4 wurde mit Android 12 und der Benutzeroberfläche One UI 4.1 vorgestellt. Samsung verspricht vier Jahre Software- und fünf Jahre Sicherheitsupdates. Das Foldable verfügt über Dual-SIM, NFC ist nach IPX8 Wassergeschützt und unterstützt den Mobilfunkstandard 5G. Zu kritisieren ist der geringe Übertragungsstandard USB Typ-C 2.0, anstatt wie in der Preisklasse bei herkömmlichen Smartphones üblich, USB Typ-C 3.0 und die vergleichsweise niedrige Ladegeschwindigkeit von 25 Watt.